# Heteronympha affinis
Heteronympha affinis är en fjärilsart som beskrevs av Lucas 1894. Heteronympha affinis ingår i släktet Heteronympha och familjen praktfjärilar. Inga underarter finns listade i Catalogue of Life.